# Паракино (Асти)
Паракино је насеље у Италији у округу Асти, региону Пијемонт.
Према процени из 2011. у насељу је живело 60 становника. Насеље се налази на надморској висини од 128 м.